# De Erica
De Erica (abreviado Erica) es un libro con ilustraciones y descripciones botánicas que fue escrito por el científico, naturalista, botánico y zoólogo sueco Carlos Linneo y publicado en el año 1770.